# Alina Bachar
Alina Iwanauna Bachar (biał. Аліна Іванаўна Бахар, ros. Алина Ивановна Бахар, Alina Iwanowna Bachar; ur. 3 czerwca 1952 w Nielepowie) – białoruska inżynier i polityk, w latach 1997–2000 członkini Rady Republiki Zgromadzenia Narodowego Republiki Białorusi I kadencji.

## Życiorys
Urodziła się 3 czerwca 1952 roku we wsi Nielepowo, w rejonie nieświeskim obwodu baranowickiego Białoruskiej SRR, ZSRR. W 1994 roku ukończyła Witebski Technologiczny Instytut Przemysłu Lekkiego, uzyskując wykształcenie organizatorki produkcji. Pracowała jako brygadzistka na wydziale krawieckim, kontrolerka w dziale kontroli technicznej, inżynier technolog, kierowniczka wydziału, główna inżynier w Nowogródzkiej Fabryce Odzieżowej. Od 1995 roku pełniła funkcję dyrektorki tej fabryki. 13 stycznia 1997 roku została członkinią nowo utworzonej Rady Republiki Zgromadzenia Narodowego Republiki Białorusi I kadencji. Od 22 stycznia pełniła w niej funkcję członkini Stałej Komisji ds. Ekonomiki, Budżetu i Finansów. Jej kadencja w Radzie Republiki zakończyła się 19 grudnia 2000 roku.

## Życie prywatne
Alina Bachar jest mężatką.